# 魏百刚
魏百刚（1963年11月—），男，汉族，中华人民共和国政治人物。现任中华人民共和国农业农村部总经济师、办公厅（对台湾农业事务办公室）主任。